# هيو إدوارد وايت
هيو إدوارد وايت (بالإنجليزية: Hugh Edward White)‏ هو مهندس معماري أمريكي، (و. 1869  م) , توفي (1939 م).